# Liste des députés wallons (2024-2029)
Pour les articles homonymes, voir Liste des députés wallons.
Depuis 2024
10e 12e
Le Parlement wallon élu en 2024 compte 75 députés élus au suffrage universel direct.
Les députés wallons :
- francophones siègent aussi une semaine sur deux au Parlement de la Communauté française de Belgique;
- germanophones siègent une semaine sur deux au Parlement de la Communauté germanophone.

## Bureau
- Président : Willy Borsus (MR) remplace Jean-Paul Wahl (MR)
- Vices-Présidents : 
  1. Laurent Devin (PS)
  2. Anne-Catherine Goffinet (LE)
- Secrétaires : 
  1. Philippe Dodrimont (MR)
  2. Mélissa Hanus (PS)
  3. Stéphanie Thoron (MR) remplace Guillaume Soupart (MR)
  4. Olivier de Wasseige (LE)
- Chefs de groupe
  - MR : Valérie De Bue remplace Diana Nikolić
  - PS : Christie Morreale
  - LE : Jean-Paul Bastin remplace François Desquesnes
  - PTB : Germain Mugemangango
  - Ecolo : Stéphane Hazée

## Commissions
- Commission des Affaires générales, du Budget et des Relations internationales
- Commission de l'Aménagement du territoire, de la Mobilité et des Pouvoirs locaux
- Commission de l'Économie, de l'Emploi et de la Formation
- Commission de la Santé, de l'Environnement et Action sociale
  - Président : Jean-Paul Wahl (MR)
  - 1re Vice-Présidente : Diana Nikolić (MR)
  - 2e Vice-Président : Jean-Pierre Lepine (PS)
- Commission de la Fonction publique et des Infrastructures sportives
- Commission du Tourisme et du Patrimoine
- Commission de l'Énergie, du Climat et du Logement
- Commission de l'Agriculture, de la Nature et de la Ruralité
- Commission des Poursuites
- Commission de Contrôle des dépenses électorales et des communications

## Partis représentés

### Mouvement Réformateur (26)
| Circonscription      | Député                    | Député remplacé                           | Fonction                                            |
| -------------------- | ------------------------- | ----------------------------------------- | --------------------------------------------------- |
| Luxembourg           | Willy Borsus              |                                           | Président du Parlement                              |
| Huy-Waremme          | Caroline Cassart-Mailleux |                                           |                                                     |
| Liège                | Valérie Bluge             | Virginie Defrang-Firket puis Fabian Culot |                                                     |
| Charleroi-Thuin      | Hervé Fiévet              | Tanguy Dardenne                           |                                                     |
| Soignies-La Louvière | Maxime Daye               |                                           | Environnement                                       |
| Nivelles             | Valérie De Bue            |                                           | Cheffe de groupe                                    |
| Liège                | Arnaud Dewez              |                                           |                                                     |
| Liège                | Philippe Dodrimont        |                                           | Secrétaire du Parlement                             |
| Luxembourg           | Yves Evrard               |                                           |                                                     |
| Dinant-Philippeville | Richard Fournaux          |                                           |                                                     |
| Verviers             | Charles Gardier           |                                           |                                                     |
| Nivelles             | Nicolas Janssen           |                                           |                                                     |
| Luxembourg           | Anne Laffut               |                                           |                                                     |
| Namur                | Vincent Maillen           |                                           |                                                     |
| Tournai-Ath-Mouscron | Marie-Christine Marghem   |                                           |                                                     |
| Nivelles             | Olivier Maroy             | Anne-Catherine Dalcq                      |                                                     |
| Mons                 | Chris Massaki Mbaki       | Jacqueline Galant                         |                                                     |
| Verviers             | Christine Mauel           |                                           |                                                     |
| Liège                | Diana Nikolić             |                                           | Vice-Présidente de la Commission de l'Environnement |
| Tournai-Ath-Mouscron | Vincent Palermo           |                                           |                                                     |
| Mons                 | Guillaume Soupart         |                                           |                                                     |
| Charleroi-Thuin      | Caroline Taquin           |                                           |                                                     |
| Namur                | Stéphanie Thoron          |                                           | Secrétaire du Parlement                             |
| Charleroi-Thuin      | Nicolas Tzanetatos        | Adrien Dolimont                           |                                                     |
| Nivelles             | Jean-Paul Wahl            |                                           | Président de la Commission de l'Environnement       |
| Dinant-Philippeville | Valérie Warzée-Caverenne  |                                           |                                                     |

### Parti Socialiste (19)
| Circonscription      | Député               | Député remplacé | Fonction                                           |
| -------------------- | -------------------- | --------------- | -------------------------------------------------- |
| Huy-Waremme          | Christophe Collignon |                 |                                                    |
| Tournai-Ath-Mouscron | Dorothée De Rodder   |                 |                                                    |
| Verviers             | Valérie Dejardin     |                 |                                                    |
| Soignies-La Louvière | Laurent Devin        |                 | Vice-président du Parlement                        |
| Dinant-Philippeville | Eddy Fontaine        |                 |                                                    |
| Charleroi-Thuin      | Isabella Greco       | Thomas Dermine  |                                                    |
| Luxembourg           | Mélissa Hanus        |                 | Secrétaire du Parlement                            |
| Nivelles             | Anne Lambelin        |                 | Environnement                                      |
| Tournai-Ath-Mouscron | Bruno Lefebvre       |                 | Environnement                                      |
| Mons                 | Jean-Pierre Lepine   | Florence Monier | Vice-Président de la Commission de l'Environnement |
| Mons                 | Nicolas Martin       |                 |                                                    |
| Liège                | Christie Morreale    |                 | Cheffe de groupe                                   |
| Charleroi-Thuin      | Özlem Özen           |                 |                                                    |
| Soignies-La Louvière | Sophie Pécriaux      |                 |                                                    |
| Liège                | Roberty Sabine       |                 |                                                    |
| Charleroi-Thuin      | Mourad Sahli         |                 |                                                    |
| Verviers             | Patrick Spies        |                 |                                                    |
| Namur                | Éliane Tillieux      |                 |                                                    |
| Liège                | Thierry Witsel       |                 |                                                    |

### Les Engagés (17)
| Circonscription      | Député                  | Député remplacé     | Fonction                     |
| -------------------- | ----------------------- | ------------------- | ---------------------------- |
| Dinant-Philippeville | Christophe Bastin       |                     |                              |
| Verviers             | Jean-Paul Bastin        |                     | Chef de groupe               |
| Mons                 | Pascal Baurain          |                     | Environnement                |
| Nivelles             | Vincent Blondel         |                     |                              |
| Charleroi-Thuin      | Jean-Jacques Cloquet    |                     |                              |
| Liège                | Olivier de Wasseige     |                     | Secrétaire du Parlement      |
| Charleroi-Thuin      | Caroline Desalle        |                     |                              |
| Namur                | Benoît Dispa            |                     |                              |
| Liège                | Sophie Fafchamps        |                     |                              |
| Luxembourg           | Anne-Catherine Goffinet |                     | Vice-présidente du Parlement |
| Nivelles             | Armelle Gysen           |                     |                              |
| Luxembourg           | François Huberty        |                     |                              |
| Huy-Waremme          | Loïc Jacob              |                     |                              |
| Huy-Waremme          | Marie Jacqumin          |                     |                              |
| Namur                | Geneviève Lazaron       |                     |                              |
| Soignies-La Louvière | Loris Resinelli         | François Desquesnes |                              |
| Tournai-Ath-Mouscron | Mathilde Vandorpe       |                     |                              |

### Parti du Travail de Belgique (8)
| Circonscription      | Député               | Député remplacé | Fonction       |
| -------------------- | -------------------- | --------------- | -------------- |
| Liège                | Rachida Aït Alouha   |                 |                |
| Charleroi-Thuin      | Jamila Ammi          |                 |                |
| Liège                | Alice Bernard        |                 |                |
| Tournai-Ath-Mouscron | Jori Dupont          |                 | Environnement  |
| Liège                | Julien Liradelfo     |                 |                |
| Charleroi-Thuin      | Germain Mugemangango |                 | Chef de groupe |
| Soignies-La Louvière | Amandine Pavet       |                 |                |
| Namur                | Patricia Van Walle   |                 |                |

### Écolo (5)
| Circonscription      | Député            | Député remplacé | Fonction       |
| -------------------- | ----------------- | --------------- | -------------- |
| Liège                | Veronica Cremasco |                 |                |
| Namur                | Stéphane Hazée    |                 | Chef de groupe |
| Tournai-Ath-Mouscron | Bénédicte Linard  |                 |                |
| Verviers             | Freddy Mockel     |                 |                |
| Nivelles             | Céline Tellier    |                 |                |